# Eletti Cohen
L'Ordine dei Cavalieri-Massoni Eletti Sacerdoti dell’Universo (Ordre des Chevaliers Maçons Élus Coëns de l’Univers), noto semplicemente come Élus Coëns (a volte scritto erroneamente ‘Elus Cohens’ o ‘Kohens’, ebraico per ‘Sacerdoti Eletti’), era un’organizzazione teurgica fondata da Martinez de Pasqually. Nacque in Francia nella seconda metà del XVIII secolo e rappresenta il primo ramo della tradizione martinista, nota anche come martinezismo.

## Dottrina

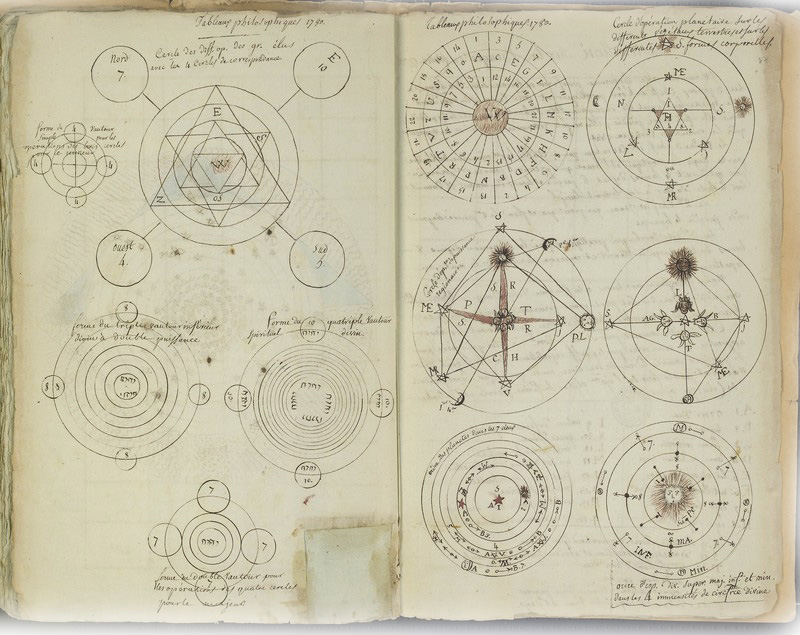
Taccuino degli Élus Coëns di Léonard Joseph Prunelle de Lière, con i sigilli di spiriti angelici e demoniaci.

### Insegnamento generale
Gli Élus Coëns erano un ordine cristiano esoterico fondato nel 1767, con l’obiettivo di stabilire una chiesa invisibile, indipendente da qualsiasi struttura terrena, per trovare il percorso che conduce alla conoscenza nascosta della natura, in attesa della distruzione imminente della Chiesa materiale. Ciò si realizzava attraverso un’iniziazione progressiva e una conoscenza diretta di Dio per ottenere l’unità primordiale, persa con la caduta di Adamo — la Reintegrazione — mediante la pratica della teurgia, basata su complesse pratiche cerimoniali mirate a quella che Pasqually definiva la riconciliazione della ‘persona minore’ con la Divinità.
Questo doveva essere realizzato attraverso la comunicazione umana con le gerarchie angeliche. In altre parole, praticavano la teurgia, che consisteva nell'evocazione degli spiriti intermediari, come angeli ed esseri celesti, al fine di ottenere il loro aiuto e supporto. A tal fine, il sistema massonico forniva una struttura adeguata al percorso intrapreso utilizzando metodi occultisti.
Gli insegnamenti affrontavano temi principali della tradizione giudeo-cristiana, ma da un punto di vista esoterico, sotto influenze cabala cabalistiche, ermetiche e gnostiche — alcuni sostengono una forte presenza di elementi gnostici valentiniani, ma ciò non è affidabile quanto gli elementi manichei e mandei molto presenti nei testi e catechismi di Pasqually. Essi attingevano alla potenza delle preghiere della Chiesa, bandendo l'influenza di Satana sull'umanità.

### L'Architetto
Hiram Abiff—la figura allegorica della Massoneria—è presentato anche nella tradizione martinezista, ma con una visione differente. Secondo un archivio della Biblioteca di Lione, le Istruzioni private ai Coëns di Lione, Hiram non fu assassinato, ma si ritirò semplicemente dal suo incarico poiché re Salomone cadde nel peccato. Non poteva morire poiché non era un mortale ordinario, bensì un'essenza sublime, portatore di santità, un architetto inviato a Salomone dal Grande Architetto dell'Universo. L'archivio descrive inoltre che egli è uno dei sei grandi eletti, tra i quali figurano Hely, Enoch, Melchisedec, Ur ed Elia. Tutti loro precedono il settimo e ultimo eletto: il Riparatore o Mediatore, nostro Signore Gesù Cristo. Tuttavia, fu Hiram, in quanto architetto capo del Tempio di Salomone, a prefigurare, con la sua apparizione, la venuta del Figlio di Dio (Gesù Messia), come Grande Architetto della Chiesa del Nuovo Testamento.
Questa visione del martinezismo, sviluppata nei gradi più alti, è completamente distinta da quella della Massoneria. Allontanandosi dal simbolismo massonico e dai lavori ordinari, i Coëns introdussero una filosofia mistica, descritta dettagliatamente nel Trattato sulla Reintegrazione degli Essere nelle loro Proprietà Originali, Virtù e Potenze sia Spirituali che Divine (Traité de la Réintégration des êtres dans leurs premières propriétés, vertus et puissance spirituelles et divines).

## Struttura
Questa dottrina fu destinata a un'élite scelta tra i massoni contemporanei, riuniti sotto la bandiera degli 'Elus Coëns' (Sacerdoti Eletti). L'ordine acquisì rapidamente una certa reputazione nei circoli massonici francesi, ma le operazioni teurgiche rimasero riservate ai gradi più alti. Martinez non fondò il suo sistema esclusivamente sulla Massoneria.
Fino al 1761, è rintracciabile a Montpellier, Parigi, Lione, Bordeaux, Marsiglia e Avignone.
Nel 1761 costruì un tempio speciale ad Avignone, dove risiedette fino al 1766. All'epoca, l'Ordine degli Elus Coëns operava come un sistema di gradi superiori sovrapposto alle Logge Azzurre. La prima classe comprendeva tre gradi simbolici, e quello di 'maître parfait élu', poi i gradi propriamente Coëns: apprendista Coën, compagno Coën e maestro Coën, Gran Maestro Coën o Gran Architetto, Cavaliere d'Oriente o Cavaliere Zorobabel, Comandante d'Oriente o Comandante Zorobabel, e infine l'ultimo grado, la suprema consacrazione del Reaux Croix.

## Mito di origine e storia
La storia degli Élus Coëns, come quella di qualsiasi società segreta, è piuttosto complessa e confusa. La documentazione storica è stata conservata in pochissimi scritti, che gettano luce su un ordine rimasto quasi sconosciuto per più di due secoli. Tuttavia, la sua storia può essere divisa in una parte leggendaria e una effettivamente documentata.

### Storia leggendaria
Secondo la storia leggendaria riportata nel Trattato sulla reintegrazione degli esseri di Pasqually, il libro fondamentale degli Élus Coëns, gli insegnamenti trasmessi nell'ordine derivano dagli insegnamenti che Set, il terzo figlio di Adamo, ricevette dagli Angeli, includendo rituali e pratiche per la riconciliazione dell'umanità con Dio. Tuttavia, i discendenti di Set pervertirono questa conoscenza, rendendola inutile, fino a quando non fu nuovamente trasmessa da Noè. Da allora, è passata attraverso i secoli tramite una catena ininterrotta della tradizione iniziatica fino ai Rosacroce. Il mistero superiore della fratellanza rosacrociana veniva insegnato al livello più alto dell'Ordine dei Sacerdoti Eletti, con la designazione "R+", che significa "Reaux-Croix" ("Croce Rosa" o "Croce Rosata").
Si ritiene che la dottrina trasmessa nell'Ordine dei Sacerdoti Eletti, in particolare al livello "R+", fosse il nucleo e la dottrina di base di tutte le precedenti fratellanze, società e ordini esoterici esistenti prima dell'emergere dei Sacerdoti Eletti. Inoltre, secondo il Trattato, tutti i profeti dell'Antico Testamento, come Mosè, Elia, Isaia, Ezechiele, Daniele, Salomone e il suo architetto Hiram Abif, insieme a molte figure del Nuovo Testamento e mistici, tra cui i Dodici Apostoli di Gesù Cristo e i teologi e insegnanti della prima Chiesa cristiana, e varie figure leggendarie, come Christian Rosenkreuz, furono tutti Sacerdoti Eletti dell'universo.

### Storia documentata
Per vent'anni, dal 1754 al 1774, anno della sua morte, Pasqually lavorò instancabilmente per fondare e promuovere il suo Ordre des Chevaliers Maçons Élus Coëns de l'Univers. Nel 1754 fondò il Capitolo dei Giudici Scozzesi a Montpellier. Nel 1761 si affiliò alla loggia La Française a Bordeaux e vi fondò un Tempio Cohen. Nel 1764, La Française fu riorganizzata da lui come Française Élue Écossaise per indicare che ora possedeva un Capitolo di gradi superiori.
Nel 1766, i direttori della provincia massonica di Bordeaux dichiararono l'abolizione di tutte le costituzioni relative ai gradi superiori, eccetto i primi tre (gradi regolari di San Giovanni: Apprendista, Compagno e Maestro). Di conseguenza, tutte le attività del Capitolo furono sospese. Lo stesso anno Martinez si recò a Parigi e fondò un nuovo e esplicito tempio degli Élus Cohen insieme a Bacon de Chivalerie, Jean-Baptiste Willermoz, Fauger d'Ignéacourt, il Conte di Lusignan, Henri de Loos, Grainville e altri che avrebbero svolto ruoli importanti nella storia dell'Ordine.
Nel 1767 fondò il Tribunale Sovrano che avrebbe diretto l'intero Ordine degli Élus Coëns. Nel 1768 incontrò Louis-Claude de Saint-Martin. La personalità e gli insegnamenti di Pasqually lasciarono una profonda e duratura impressione su Saint-Martin. Al contrario, Pasqually stesso fu influenzato da Saint-Martin, che decise di abbandonare la carriera militare nel 1771 per diventare il segretario personale di Martinez, sostituendo l'Abate Pierre Fournié.
Da questo periodo iniziò lo sviluppo notevole dei rituali dell'Ordine e la stesura, da parte di Pasqually, della sua opera magna, il Trattato sulla reintegrazione degli esseri, principale fondamento dottrinale della teosofia martinista e della teurgia. Nel 1772 Pasqually si imbarcò per Santo Domingo per ricevere un'eredità, e lì morì nel 1774. Successivamente, l'Ordine si disgregò.

### Declino
Nel 1776, i Templi Cohen di La Rochelle, Marsiglia e Libourne caddero sotto il controllo della Gran Loggia di Francia. Nel 1777, i riti cessarono di essere operativi e utilizzati istituzionalmente, salvo in alcuni circoli a Parigi, Versailles ed Eu.
Infine, nel 1781, Sebastien Las Casas, terzo e ultimo 'Gran Sovrano' degli Élus Coëns (successore di Caignet de Lester, morto nel 1778), ordinò la chiusura degli otto templi rimanenti che ancora riconoscevano la sua autorità. Nonostante la chiusura ufficiale, gli Élus Coëns continuarono sia a praticare la teurgia sia a condurre iniziazioni. D'altra parte, l'insegnamento teosofico di Martinez non andò perduto: si diffuse nella massoneria e continuò a lungo dopo la morte del maestro attraverso il sistema massonico stabilito da Willermoz.

### Conseguenze
Due discepoli di Pasqually si distinsero particolarmente: Jean-Baptiste Willermoz e Louis Claude de Saint-Martin.
Jean-Baptiste Willermoz fu un ardente adepto della massoneria e della teurgia. Per lui, la dottrina della reintegrazione è alla base della massoneria primitiva e autentica, che si ritrova nella convergenza di tutti i 'riti e sistemi'. Entrò nell'Ordine tedesco della Stretta Osservanza Templare nel 1773, ordine che fu riformato da Willermoz sotto un nuovo nome, il Ordine dei Cavalieri Beneficenti della Città Santa, che combinava la massoneria templare con il cerimoniale degli Élus Coëns.
Nel frattempo, Louis Claude de Saint-Martin rinunciò alla massoneria e alla teurgia praticata dagli Élus Coëns. Giudicando questi metodi di evocazione angelica inaffidabili e persino pericolosi, scelse un'altra via, quella che chiamò la 'Via del Cuore' per raggiungere la reintegrazione, basata sulla contemplazione interiore opposta al rituale teurgico esteriore.
Alla fine del XIX secolo, vari movimenti occultisti rivendicarono Martinez de Pasqually, tra cui l'Ordine della Rosa-Croce Cattolica del Tempio e del Graal, fondato nel 1890 da Joséphin Péladan, che dichiarava di combattere contro la 'decadenza latina' attraverso il ritorno alla religione dell'‘Arte Divina’ e una teocrazia imperiale.
I due unici libri scritti da Martinez de Pasqually, il Manoscritto di Algeri e il Trattato sulla reintegrazione degli esseri, sono stati tradotti in inglese e pubblicati entrambi nel 2021. Il "Manoscritto di Algeri", con il titolo "The Green Book of the Élus Coëns", è stato pubblicato da Lewis Masonic; e il Trattato sulla reintegrazione degli esseri, pubblicato da The Three Luminaries.

## Riattivazione e chiusura finale
Nel 1943, Robert Ambelain, il cui nome mistico era Aurifer, riportò in vita l'Ordine degli Élus Coëns. Gli altri due esoteristi che firmarono la Carta per ripristinare l'Ordine furono Robert Amadou (1924–2006) e Roger Ménard. Georges Bogé de Lagrèze (1882–1946) fu eletto Gran Maestro, mentre Ambelain divenne il suo Vice Gran Maestro.
I gradi di questo nuovo Ordine erano i gradi Operativi dell'originale Élus Coëns, ricostituiti con il materiale scarso che Ambelain aveva a disposizione. Successivamente, il nome dell'Ordine fu cambiato in “Ordre Martiniste des Élus Cohens”, dove i candidati venivano iniziati anche nei tre consueti gradi del Martinismo; questo era l’‘ordine esterno’, che fungeva da anticamera per i gradi Operativi.
Ambelain, sempre alla ricerca di possibilità per espandere l'Ordine, introdusse elementi che non avevano nulla a che fare con i Coëns originali: Neo-Gnosticismo, abala Ermetica e il Memphis-Misraim, tra gli altri. Ciò avvenne perché non aveva abbastanza materiale per realizzare tutti i gradi e trovò in altre tradizioni una buona soluzione per colmare le lacune. Questo fu relativamente facile per lui, poiché era il leader di diverse organizzazioni iniziatiche strettamente collegate tra loro: l'Ordine Martinista, il Rito di Memphis-Misraim, gli Élus Coëns, l'Ordine Kabbalistico della Rosa+Croce, l'Ecclesia Gnostica Apostolica Cattolica e la Chiesa Gnostica di Francia|Chiesa Gnostica Apostolica Cattolica.
Ambelain affidò la guida dell'Ordine a Ivan Mosca (1915–2005), il cui nome mistico era Hermete. Mosca rese l'Ordine dormiente nel 1968 e lo risvegliò nel 1995. Alla morte di Mosca, che non designò successori, due gruppi rivendicarono la successione legittima: uno spagnolo e uno italo-francese. Un terzo gruppo ricostruì la sua ‘regolarità’ all'interno dell'Ordine dei Riti Uniti di Memphis-Misraim, attraverso una linea Ambelain-Kloppel-Castelli, procedendo con una ricostruzione filologica dei rituali e delle operazioni originali.
L'Ordine fu ufficialmente chiuso, come annunciato pubblicamente nella rivista martinista L'Initiation, nel 1964.